# پیتزای نیویورکی

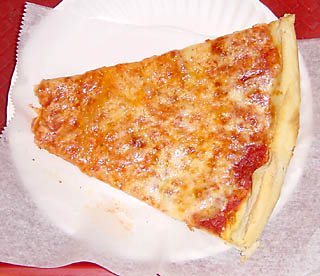
یک برش از پیتزا نیویورکی

پیتزای نیویورکی (به انگلیسی: New York-style pizza) که از معروف‌ترین غذاهای شهر نیویورک می‌باشد که در اوایل سال ۱۹۰۰ میلادی به وجود آمد. شهرت این پیتزا بیشتر به اندازه بزرگ، پهن و نازک بودن و چند لایه بودن آن است. چاشنی رایج آن سس گوجه فرنگی و پنیر موتزارلا است.
این پیتزا با پیتزای شیکاگو همواره رقابت سرسختی دارد. خمیر این پیتزا نازک و قابل انعطاف بوده و دست پخت می‌باشد.

## دستور تهیه خمیر
مواد لازم:
- یکی و نیم فنجان آب گرم
- دو و نیم قاشق چای خوری شکر دانه درشت
- دو و نیم قاشق چای خوری نمک
- یک قاشق سوپ خوری روغن زیتون
- چهار و نیم فنجان آرد
- نصف قاشق چای خوری خمیر مایه خشک
- نصف فنجان آرد ذرت شیرین
- سس، پنیر و دیگر مواد دلخواه برای روی پیتزا

طرز تهیه:
در یک کاسه بزرگ شکر و نمک را در آب حل کنید. روغن و آرد را به آن اضافه کرده و به مدت یک دقیقه با یک قاشق بزرگ آن را هم بزنید. خمیر را از کاسه بیرون آورده و بر سطحی که روی آن آرد پاشیده‌اید، آن را به صورت دایره شکل درآورید. خمیر مایه خشک را به صورت یکسان روی خمیر بپاشید و سپس آن را به مدت ۱۲ دقیقه ورز دهید و آنگاه خمیر را به دو قسمت مساوی برای دو پیتزا به اندازه سی سانتی‌متر تقسیم کنید. خمیر را در یک کاسه قرار داده و روی آن را با لفاف پلاستیکی بپوشانید و اجازه دهید به مدت یک و نیم ساعت در یک مکان گرم حجم آن دو برابر شود. سپس یک قسمت را روی سطحی پوشیده از آرد قرار داده و روی خمیر را نیز کمی آرد بپاشید. از لبه‌های خمیر شروع کرده و آن را به شکل یک دایره درآورید. سنگ پیتزا را به مدت یک ساعت با حرارت ۵۰۰ درجه فارنهایت گرم کنید. خمیر را روی ورقه‌ای که لایه‌ای از روغن ذرت شیرین آن را پوشانده قرار دهید. به مدت ۲۰ تا ۲۵ دقیقه آن را در فر بپزید.

## دستور پخت پیتزا نیویورکی
مواد لازم:
- یک عدد پیاز سفید متوسط
- یک قاشق چای خوری فلفل
- یک فنجان سرشیر یا خامه
- نصف لیمو ترش
- یک و نیم فنجان گوشت خرد شده
- یک و نیم فنجان پنیر موزرلا
- یک بسته خمیر پیتزا
- روغن زیتون

طرز تهیه:
فر را با حرارت ۴۰۰ درجه فارنهایت داغ کنید. سرشیر را بجوشانید تا غلیظ شود. فلفل سفید و آب لیمو ترش را به آن اضافه کنید. پیاز را برشهای بسیار نازک بزنید. حلقه‌های نازک پیاز را با روغن زیتون سرخ کنید، تا متمایل به رنگ قهوه‌ای شوند.
خمیر پیتزا را روی سینی پخت تفلون باز کنید. پنیر و گوشت را به آن اضافه کرده و مخلوط خامه را روی آن بریزید. پیازهای سرخ شده را نیز در پایان روی آن بریزید و به مدت ۸ تا ۲۰ دقیقه آن را بپزید. بیش از حد نباید پخته شود چون نباید پیتزا خشک شود.